# Lopheros mamaevi
Lopheros mamaevi là một loài bọ cánh cứng trong họ Lycidae. Loài này được Medvedev miêu tả khoa học năm 1979.